# Protochnye
Protochnye är en sjö i Antarktis. Den ligger i Östantarktis. Australien gör anspråk på området. Protochnye ligger 348 meter över havet.